# اكتشاف الانشطار النووي

التفاعل النووي الذي نظرته Meitner و Frisch.

تم اكتشاف الانشطار النووي في ديسمبر 1938 من قبل الفيزيائيين ليز مايتنر وأوتو روبرت فريش والكيميائيين أوتو هان وفريتز شتراسمان. الانشطار هو تفاعل نووي أو عملية تحلل إشعاعي تنقسم فيها نواة الذرة إلى نواتين أصغر حجمًا وأخف وزنًا. غالبًا ما تنتج عملية الانشطار أشعة جاما وتطلق كمية كبيرة جدًا من الطاقة، حتى بالمعايير النشطة للانحلال الإشعاعي. كان العلماء يعرفون بالفعل عن تسوس ألفا واضمحلال بيتا، لكن الانشطار اكتسب أهمية كبيرة لأن اكتشاف إمكانية حدوث تفاعل نووي متسلسل أدى إلى تطوير الطاقة النووية والأسلحة النووية.
قام هان وشتراسمان في معهد كايزر فيلهلم للكيمياء في برلين بقصف اليورانيوم بالنيوترونات البطيئة، واكتشفا أن الباريوم قد تم إنتاجه. أبلغوا النتائج التي توصلوا إليها بالبريد إلى مايتنر في السويد، الذين فروا قبل بضعة أشهر من ألمانيا النازية. طورت مايتنر وابن أخيها فريش نظرية ثم أوضحت أن نواة اليورانيوم قد انفصلت، ونشروا نتائجهم في دورية الطبيعة. حسب مايتنر أن الطاقة المنبعثة من كل تفكك كانت حوالي 200 ميجا فولت، ولاحظ فريش ذلك. قياسا على انقسام الخلايا البيولوجية، كانت العملية تسمى «الانشطار». حصل هان على جائزة نوبل في الكيمياء عام 1944 عن هذا الاكتشاف.
جاء هذا الاكتشاف بعد أربعين عامًا من التحقيق في طبيعة وخصائص النشاط الإشعاعي والمواد المشعة. خلق اكتشاف جيمس تشادويك للنيوترون في عام 1932 طريقة جديدة للتحول النووي. درس إنريكو فيرمي وزملاؤه في روما نتائج قصف اليورانيوم بالنيوترونات، وخلص فيرمي إلى أن تجاربه خلقت عناصر جديدة تحتوي على 93 و 94 بروتونًا، والتي أطلق عليها فريقه اسم ausonium و hesperium. حصل فيرمي على جائزة نوبل في الفيزياء عام 1938 عن «مظاهره لوجود عناصر مشعة جديدة ناتجة عن تشعيع النيوترونات، وما يرتبط به من اكتشاف التفاعلات النووية التي تنتجها النيوترونات البطيئة». ومع ذلك، لم يقتنع الجميع بتحليل فيرمي لنتائجه. اقترحت Ida Noddack أنه بدلاً من إنشاء عنصر جديد أثقل 93، كان من الممكن تصور أن اللب قد تفكك إلى أجزاء كبيرة، واقترح Aristid von Grosse أن ما وجدته مجموعة Fermi هو نظير للبروتكتينيوم.
دفع هذا هان وميتنر، مكتشفا نظائر البروتكتينيوم الأكثر استقرارًا، إلى إجراء تحقيق لمدة أربع سنوات في العملية مع زميلهما شتراسمان. بعد الكثير من العمل الشاق والاكتشافات العديدة، قرروا أن ما كانوا يرصدونه هو الانشطار، وأن العناصر الجديدة التي وجدها فيرمي كانت نواتج انشطارية. قلب عملهم المعتقدات الراسخة في الفيزياء ومهد الطريق لاكتشاف العناصر الحقيقية 93 (النبتونيوم) و 94 (البلوتونيوم)، لاكتشاف الانشطار في العناصر الأخرى، ولتحديد دور نظير اليورانيوم 235 في نظير اليورانيوم. أعاد نيلز بور وجون ويلر صياغة نموذج القطرة السائلة لشرح آلية الانشطار.

## الخلفية

### النشاط الإشعاعي
في السنوات الأخيرة من القرن التاسع عشر، جرب العلماء بشكل متكرر أنبوب أشعة الكاثود، والذي أصبح في ذلك الوقت جزءًا قياسيًا من معدات المختبرات. كانت الممارسة الشائعة هي توجيه أشعة الكاثود إلى مواد مختلفة ومعرفة ما حدث. كان لدى فيلهلم رونتجن شاشة مطلية ببلاتينوسيانيد الباريوم والتي تتألق عند تعرضها لأشعة الكاثود. في 8 نوفمبر 1895، لاحظ أنه على الرغم من أن أنبوب أشعة الكاثود الخاص به لم يكن موجهًا نحو شاشته، التي كانت مغطاة بالكرتون الأسود، إلا أن الشاشة لا تزال تتألق. سرعان ما أصبح مقتنعًا بأنه اكتشف نوعًا جديدًا من الأشعة، والذي يسمى اليوم بالأشعة السينية. في العام التالي، كان هنري بيكريل يختبر أملاح اليورانيوم الفلوريسنت، وتساءل عما إذا كانت تنتج أيضًا أشعة سينية. في 1 مارس 1896 اكتشف أنهم ينتجون أشعة بالفعل، ولكن من نوع مختلف، وحتى عندما كان ملح اليورانيوم محفوظًا في درج مظلم، فإنه لا يزال يصنع صورة مكثفة على لوحة الأشعة السينية، مما يشير إلى أن الأشعة جاءت من الداخل ولا تتطلب مصدر طاقة خارجي.

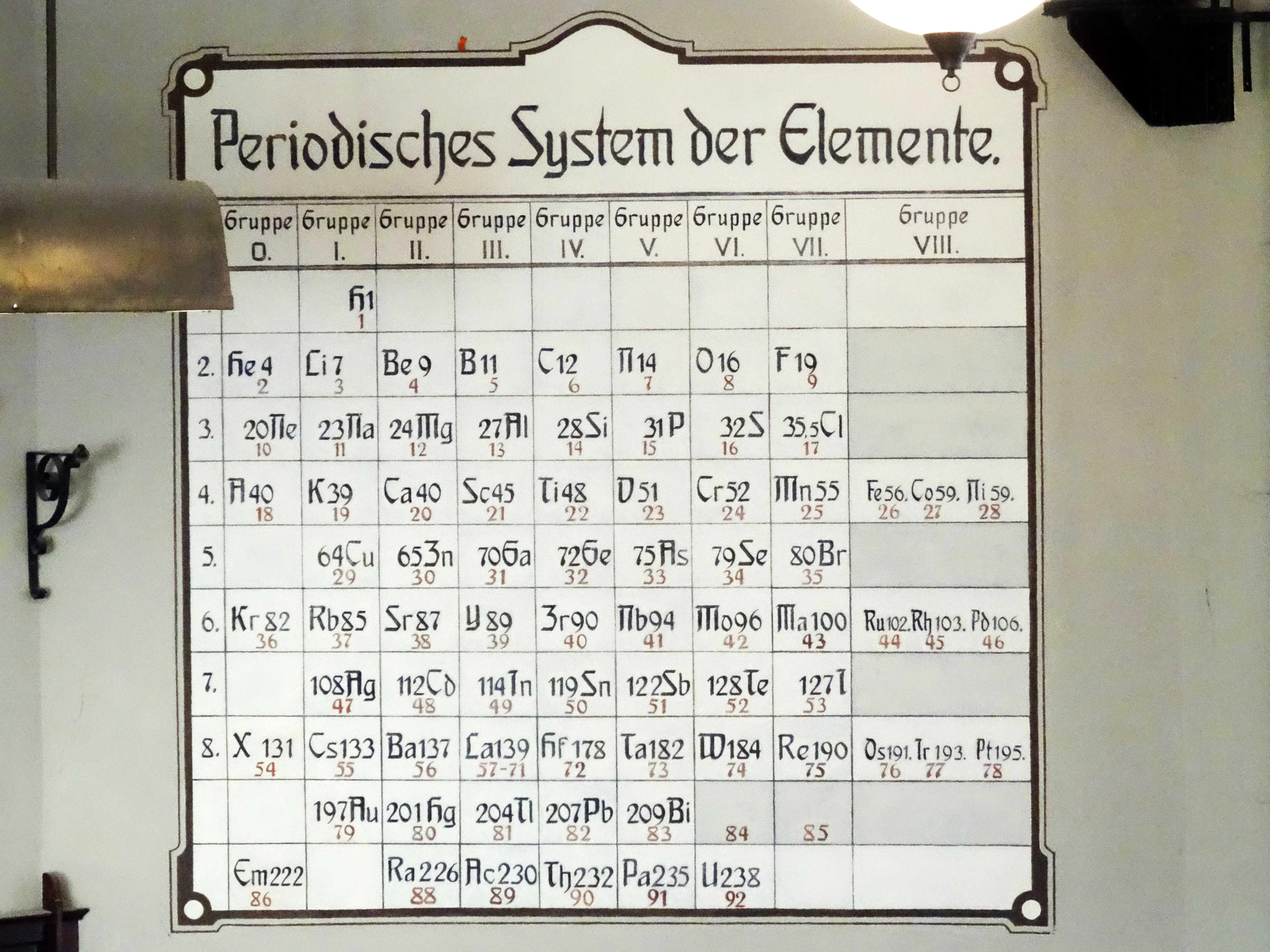
الجدول الدوري حوالي عام 1930

على عكس اكتشاف رونتجن، الذي كان موضع فضول واسع النطاق من العلماء والأشخاص العاديين على حد سواء لقدرة الأشعة السينية على إظهار العظام داخل جسم الإنسان، كان لاكتشاف بيكريل تأثير ضئيل في ذلك الوقت، وسرعان ما انتقل بيكريل نفسه إلى في بحث آخر، اختبرت ماري كوري عينات من العديد من العناصر والمعادن التي يمكن أن تجدها بحثًا عن علامات لأشعة بيكريل، وفي أبريل 1898 عثرت عليها أيضًا في الثوريوم. أعطت الظاهرة اسم «النشاط الإشعاعي». جنبا إلى جنب مع بيير كوري وجوستاف بيمونت، بدأت في التحقيق في بيتشبلند، وهو خام يحتوي على اليورانيوم، والذي وجد أنه أكثر إشعاعية من اليورانيوم الذي يحتويه. يشير هذا إلى وجود عناصر مشعة إضافية. كان أحدهما أقرب كيميائيًا إلى البزموت، ولكنه مشع جدًا، وفي يوليو 1898 نشروا ورقة استنتجوا فيها أنه عنصر جديد، وأطلقوا عليه اسم «بولونيوم». كان الآخر يشبه الباريوم كيميائيًا، وفي ورقة بحثية صدرت في ديسمبر 1898 أعلنوا اكتشاف عنصر ثانٍ غير معروف حتى الآن، والذي أطلقوا عليه اسم «الراديوم». كان إقناع المجتمع العلمي مسألة أخرى. ثبت أن فصل الراديوم عن الباريوم في الخام صعب للغاية. استغرق الأمر ثلاث سنوات لإنتاج عُشر جرام من كلوريد الراديوم، ولم يتمكنوا أبدًا من عزل البولونيوم.
في عام 1898، لاحظ إرنست رذرفورد أن الثوريوم يطلق غازًا مشعًا. عند فحصه للإشعاع، صنف إشعاع بيكريل إلى نوعين، أطلق عليهما إشعاع ألفا (ألفا) وبيتا (بيتا). بعد ذلك، اكتشف بول فيلارد نوعًا ثالثًا من إشعاع بيكريل والذي، وفقًا لمخطط رذرفورد، أطلق عليه اسم «أشعة جاما»، ولاحظ كوري أن الراديوم ينتج أيضًا غازًا مشعًا. ثبت أن تحديد الغاز كيميائيا محبط؛ وجد رذرفورد وفريدريك سودي أنه خامل، مثل الأرجون. أصبح فيما بعد يعرف باسم الرادون. حدد رذرفورد أشعة بيتا على أنها أشعة الكاثود (إلكترونات)، وافترض - وفي عام 1909 مع توماس رويدز أثبت - أن جسيمات ألفا هي نوى هيليوم. من خلال مراقبة التفكك الإشعاعي للعناصر، صنف رذرفورد وسودي المنتجات المشعة وفقًا لمعدلات التحلل المميزة لها، مقدمين مفهوم نصف العمر. في عام 1903، قام سودي ومارجريت تود بتطبيق مصطلح «النظير» على الذرات التي كانت غير واضحة كيميائيًا وطيفيًا ولكن لها فترات نصف عمر إشعاعية مختلفة. اقترح رذرفورد نموذجًا للذرة حيث كانت نواة البروتونات الصغيرة جدًا والكثيفة والشحنة الموجبة محاطة بإلكترونات تدور حول سالبة الشحنة (نموذج رذرفورد). قام نيلز بور بتحسين ذلك في عام 1913 من خلال التوفيق بينه وبين السلوك الكمي للإلكترونات (نموذج بوهر).

### البروتكتينيوم

سلسلة اضمحلال الأكتينيوم. ينقل تسوس ألفا عنصرين إلى أسفل؛ يؤدي تحلل بيتا إلى إزاحة عنصر واحد لأعلى.

لاحظ كل من Soddy و Kasimir Fajans بشكل مستقل في عام 1913 أن تحلل ألفا تسبب في إزاحة الذرات لمكانين في الجدول الدوري، في حين أن فقدان اثنين من جسيمات بيتا أعادها إلى موقعها الأصلي. في إعادة التنظيم الناتجة للجدول الدوري، تم وضع الراديوم في المجموعة الثانية، والأكتينيوم في المجموعة الثالثة، والثوريوم في المجموعة الرابعة واليورانيوم في المجموعة السادسة. ترك هذا فجوة بين الثوريوم واليورانيوم. توقع سودي أن هذا العنصر المجهول، الذي أشار إليه (بعد ديمتري مندليف) باسم "eecatantalium"، سيكون باعث ألفا بخصائص كيميائية مشابهة للتنتالوم (المعروف الآن باسم التنتالوم). لم يمض وقت طويل قبل أن يكتشفها فاجانز وأوزوالد هيلموت غورينغ كمنتج اضمحلال لمنتج انبعاث بيتا للثوريوم. استنادًا إلى قانون Fagans و Sode للإزاحة الإشعاعية، كان هذا نظيرًا للعنصر المفقود، والذي أطلقوا عليه اسم "brevium" بعد نصف عمره القصير. ومع ذلك، فقد كان باعث بيتا وبالتالي لا يمكن أن يكون النظير الأصلي للأكتينيوم. يجب أن يكون هذا نظيرًا آخر.
قام عالمان في معهد القيصر فيلهلم في برلين داهلم بقبول التحدي المتمثل في العثور على النظير المفقود. تخرج أوتو هان من جامعة ماربورغ ككيميائي عضوي، لكنه كان باحثًا ما بعد الدكتوراه في جامعة كوليدج لندن تحت قيادة السير ويليام رامزي، وتحت إشراف رذرفورد في جامعة ماكجيل، حيث درس النظائر المشعة النشطة. في عام 1906، عاد إلى ألمانيا، حيث أصبح مساعدًا لإميل فيشر في جامعة برلين. في ماكجيل، اعتاد على العمل عن كثب مع عالم فيزياء، لذلك تعاون مع Lise Meitner ، التي حصلت على الدكتوراه من جامعة فيينا في عام 1906، ثم انتقلت إلى برلين لدراسة الفيزياء تحت إشراف Max Planck في فريدريش- جامعة ويلهلم. وجدت مايتنر أن هان، التي كانت في نفس عمرها، كانت أقل ترويعًا من زملائها الأكبر سنًا والأكثر تميزًا. انتقل هان ومايتنر إلى معهد كايزر فيلهلم للكيمياء الذي تم إنشاؤه مؤخرًا في عام 1913، وبحلول عام 1920 أصبحا مديرين لعمالهم هناك، مع طلابهم وبرامجهم البحثية ومعداتهم. أتاحت المختبرات الجديدة فرصًا جديدة، حيث أصبحت المختبرات القديمة ملوثة للغاية بالمواد المشعة بحيث لا يمكنها فحص المواد المشعة الضعيفة. لقد طوروا تقنية جديدة لفصل مجموعة التنتالوم عن البتشبلند، والتي كانوا يأملون أن تسرع من عزل النظير الجديد.

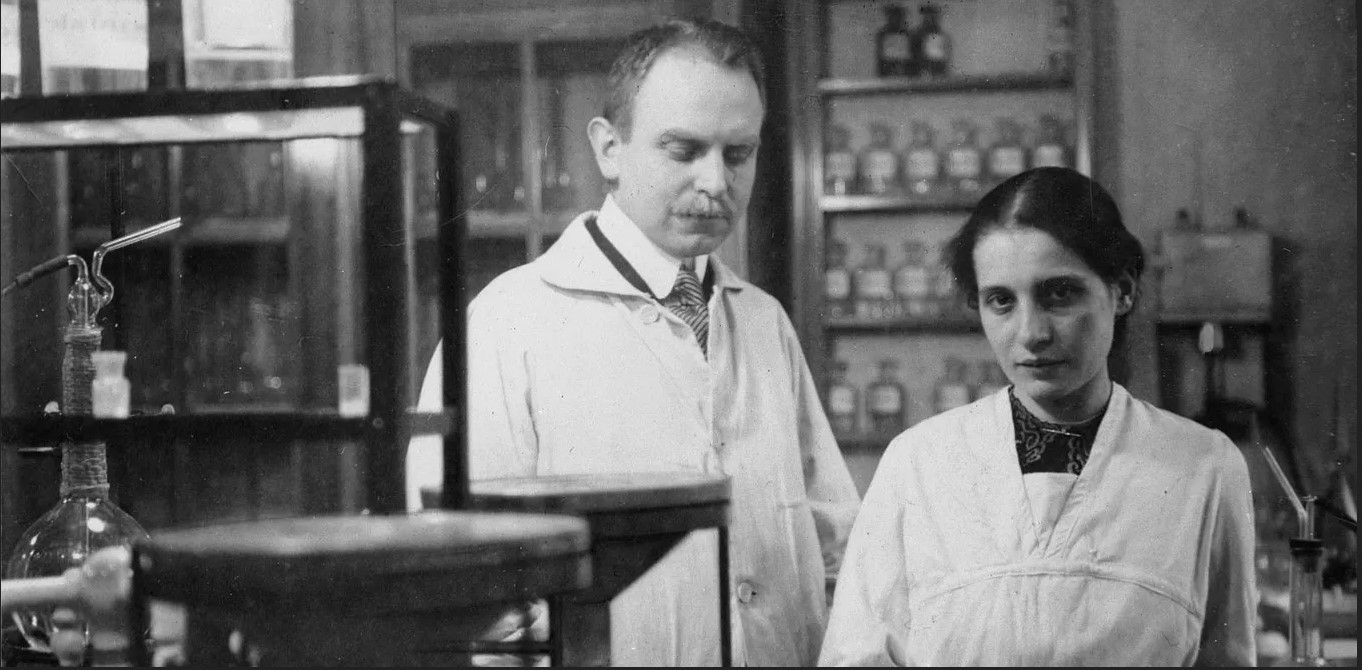
أوتو هان وليز مايتنر عام 1912

في عام 1914 توقف العمل بسبب اندلاع الحرب العالمية الأولى. تم استدعاء هان في الجيش الألماني، وأصبح مايتنر متخصصًا في التصوير بالأشعة في مستشفيات الجيش النمساوي. عادت إلى معهد القيصر فيلهلم في أكتوبر 1916، عندما لم يتم استدعاء هان فحسب، بل تم استدعاء معظم الطلاب ومساعدي المختبرات والفنيين. لذلك كان على مايتنر أن تفعل كل شيء بنفسها، بمساعدة هان لفترة وجيزة فقط عندما عاد إلى المنزل في إجازة. بحلول كانون الأول (ديسمبر) 1917، تمكنت من عزل المادة، وبعد مزيد من العمل تمكنت من إثبات أنها كانت بالفعل النظير المفقود. قدمت نتائجها للنشر في مارس 1918.
على الرغم من أن فجان وجورينج كانا أول من اكتشف العنصر، إلا أن العرف تطلب أن يتم تمثيل العنصر بنظائره الأطول عمراً والأكثر وفرة، ولا يبدو البريفيوم مناسبًا. وافق فاجانز على تسمية مايتنر لعنصر البروتكتينيوم، وتخصيصه بالرمز الكيميائي Pa. في يونيو 1918، أعلن سودي وجون كرانستون أنهما استخرجا عينة من النظير، ولكن على عكس مايتنر لم يكن بمقدورهما وصف خصائصه. أقروا بأولوية مايتنر ووافقوا على الاسم. ظل الارتباط باليورانيوم لغزا، حيث لم يتحلل أي من نظيري اليورانيوم المعروفين إلى بروتكتينيوم. بقيت دون حل حتى تم اكتشاف اليورانيوم 235 في عام 1929.